# Henry R. Wagner

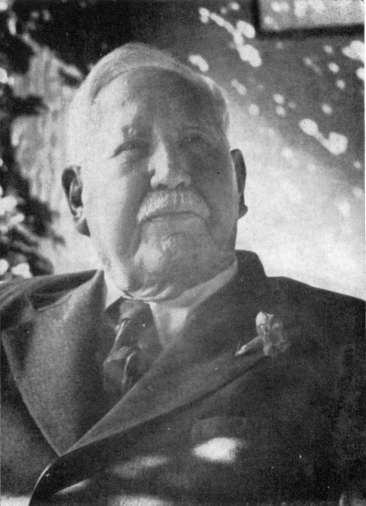
Henry Raup Wagner, 1951

Henry Raup Wagner (Filadelfia, 27 de septiembre de 1862-1957) fue un bibliógrafo, cartógrafo e historiador estadounidense.
Entre sus trabajos, muchos de carácter bibliográfico, se encontraron obras como The Plains and the Rockies: A Critical Bibliography of Exploration, Adventure and Travel in the American West, 1800-1865, California Imprints, o The Spanish Southwest, 1542–1794: An Annotated Bibliography (1924, 1937) entre otras.